# A432高速公路
A432高速公路是法国里昂的一条高速公路，连接A42高速公路和A43高速公路。

## 互通枢纽
- A42-A432互通
- 03  10 km：普斯南、Villette d'Anthon、Janneyrias、Meyzieu
- 04 19 km：Saint-Bonnet-de-Mure、Colombier-Saugnieu
- 05 21 km：Saint-Laurent-de-Mure、Colombier-Saugnieu
- A43-A432互通